# François Gerard Waller
Pour les articles homonymes, voir Waller.
François Gerard Waller, né le 4 juin 1867 à Amsterdam et mort le 23 novembre 1934 dans la même ville, est un directeur de musée et collectionneur néerlandais.

## Biographie
François Gerard Waller est le fils de Meindert Johannes Waller (1834-1924) et de Maria Elisabeth Adolphina Schill (1846-1927).
Après le gymnasium, en 1888, il étudie le droit, mais il s'avère rapidement que cela ne l'intéresse pas. Il se rend à Paris en 1896 pour fréquenter les collèges de l'École des chartes, mais cela aussi est de courte durée. Il retourne aux Pays-Bas et devient membre à plein temps du Rijksprentenkabinet du Rijksmuseum Amsterdam. En 1897, il postule avec succès au poste de directeur adjoint du Mauritshuis, au grand dam de son directeur, Abraham Bredius, qui, selon lui, n'a pas eu son mot à dire dans cette affaire. Il s'ensuit quatre années de conflit entre les deux hommes, au cours desquelles même une interpellation de la chambre a lieu. À partir de 1897, il dirige également  le Print Room de l'université de Leyde, pour lequel il fait un certain nombre d'achats importants et organise la collection de gravures et de dessins. En 1905, Waller démissionne en raison de sa santé.
Waller rejoint ensuite la société Testas, où son père est également agent de change, et ce jusqu'en 1917. À partir de 1906, il commence également à organiser et à décrire ses propres collections, dont beaucoup deviennent par la suite des biens publics. Cependant, sa Bibliotheca Magica, une collection de littérature occulte, est vendue aux enchères de son vivant. Entre 1913 et 1918, il fait don de ses collections d'exlibris, de papiers d'ornement et d'estampes populaires au Cabinet des estampes. En 1923, elle est récompensée par la médaille d'or du musée. Même au cours des années suivantes, il fait don de ses collections de boîtes de tabac, d'autographes et de rondins sculptés, de catalogues de ventes aux enchères, de 68 pages de sa collection de dessins et, par legs, de 38 autres, d'environ 800 autographes d'artistes et de la collection de pierres précieuses, le tout à des institutions publiques.
Même de son vivant, Waller négocie avec le gouvernement central la création de ce qui allait devenir le Fonds F.G. Waller ; les intérêts de ce capital effectivement légué sont toujours achetés annuellement, comme le stipule la salle des presses. Il meurt en 1934, célibataire. Une partie de sa collection est vendue aux enchères. En 1937, la Koninklijke Bibliotheek acquiert la totalité de sa collection de livres populaires.

## Publications
- 'De familie van den etser Romein de Hooghe', in De Wapenheraut 24 (1920) 213-216.
- 'De familie van de schilders Boursse en de Nise', in: De Nederlandsche Leeuw 49 (1931) k. 237-243.
- Catalogus van Nederlandsche en Vlaamsche populaire boeken [uit de] verzameling F.G. Waller. (Bewerkt door E. Dronckers). 's-Gravenhage, 1936.
- Biographisch woordenboek van Noord Nederlandsche graveurs. (Bewerkt door W.R. Juynboll). 's-Gravenhage, 1938.